# Menyhért Lónyay

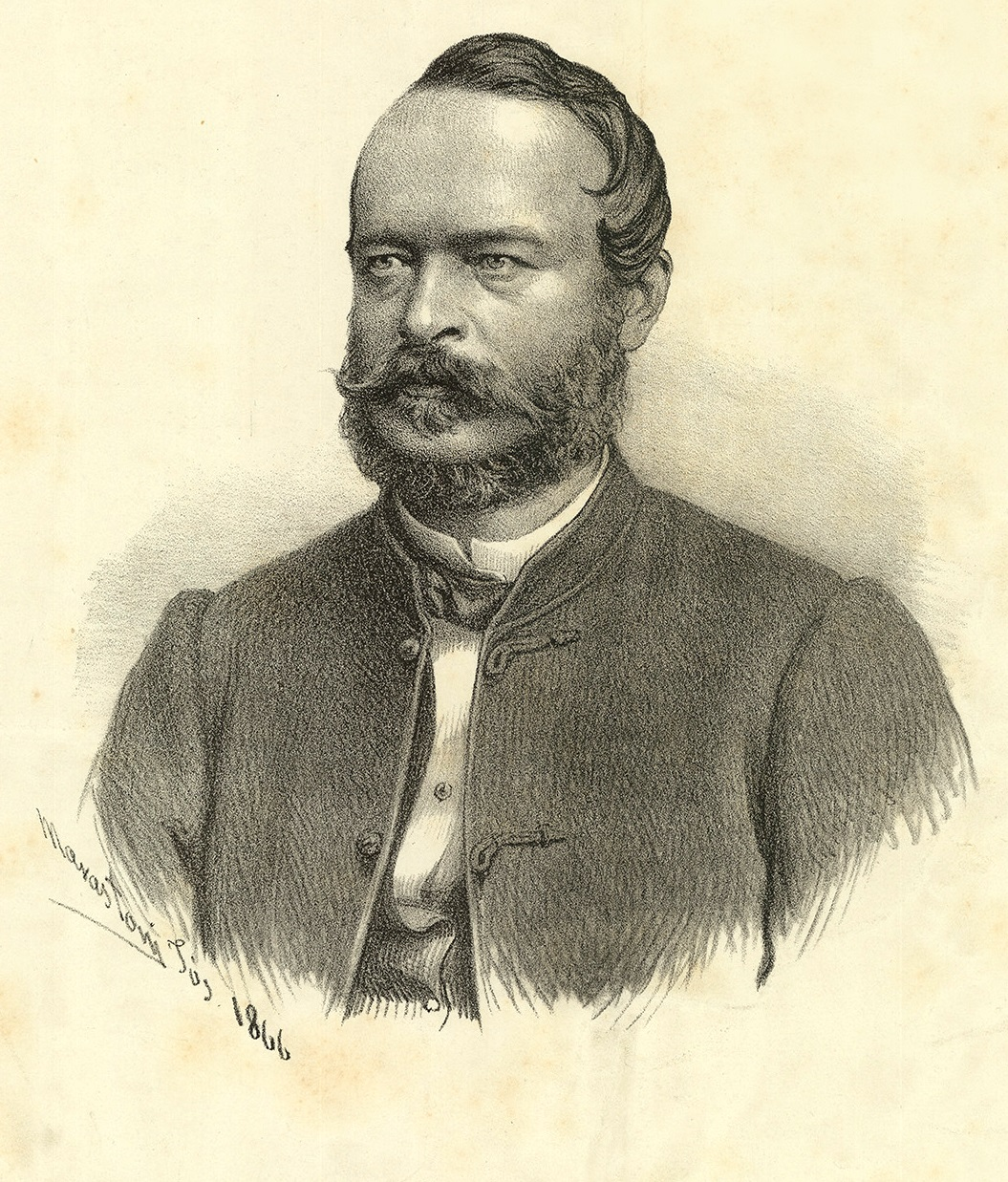
Menyhért Lónyay.

Menyhért Lónyay, född 6 januari 1822 i Nagylónya, död 3 november 1884 i Budapest, var en ungersk greve och politiker.
Lónyay blev 1848 understatssekreterare för finanserna i Lajos Batthyánys och Lajos Kossuths ministär, men tvingades efter nederlaget i den ungerska självständighetskampen bege sig i landsflykt. År 1850 erhöll han amnesti samt arbetade under den följande tiden verksamt för jordbrukets höjande och för inrättandet av kreditanstalter.
År 1867 blev Lónyay finansminister i ungerska ministären, erhöll 1870 samma post i den österrikisk-ungerska riksministären och utnämndes i november 1871 till ungersk konseljpresident, men avgick redan i december 1872, beskylld för egennytta vid upptagande av statslån, och deltog sedan i det politiska livet endast som medlem av ungerska överhuset. Han blev 1861 Ungerska akademiens president och 1870 greve. Han gjorde sig känd även som författare till flera nationalekonomiska arbeten (på ungerska) samt till en biografi över István Széchenyi (tysk översättning 1875).

## Fotnoter
1. ↑  Lonyay, Meinhard, vol. 16, Biographisches Lexikon des Kaiserthums Oesterreich, s. 26.[källa från Wikidata]
2. 1 2  Béla Pálmány, Béla Pálmány, Béla Pálmány (red.), Az 1848-1849. évi első népképviseleti országgyűlés történeti almanachja, Argumentum Kiadó, Ungerns parlament, 20022002, s. 510, ISBN 963-00-9540-8, läs online, läst: 29 juni 2024.[källa från Wikidata]
3. ↑  läs online, adt.arcanum.com , läst: 29 juni 2024.[källa från Wikidata]
4. 1 2 3 4 5  Dániel Ballabás, József Pap & Judit Pál, Képviselők és főrendek a dualizmus kori Magyarországon, Líceum Kiadó, 2020, s. 136, ISBN 978-963-496-144-4, läs online, läst: 8 februari 2023.[källa från Wikidata]
5. ↑  József Bölöny & László Hubai, Magyarország kormányai, femte utgåvan, Akadémiai Kiadó, 2004, s. 517, läst: 3 november 2024.[källa från Wikidata]
6. ↑  Dániel Ballabás, József Pap & Judit Pál, Képviselők és főrendek a dualizmus kori Magyarországon, Líceum Kiadó, 2020, s. 137, ISBN 978-963-496-144-4, läs online, läst: 8 februari 2023.[källa från Wikidata]
7. ↑  Orsolya Vágvölgyiné Bene, Orsolya Vágvölgyiné Bene, Békepártiak önmagukról, Yearbook of the Dornyay Béla Museum, Yearbook of the Dornyay Béla Museum, 20012001, s. 102, läs onlineläs online, läst: 8 februari 2023.[källa från Wikidata]